# 409
Cette page concerne l'année 409  du calendrier julien. Pour l'année 409 av. J.-C., voir 409 av. J.-C. Pour le nombre 409, voir 409 (nombre).
L'année 409 est une année commune qui commence un vendredi.

## Événements
- Honorius envoie à contrecœur les insignes impériaux à Constantin III au début de l'année[1] en réponse à une ambassade et ils partagent le consulat[2].
- 13 janvier, empire romain : constitution d'Honorius édictant la peine capitale contre ceux qui saccageraient les basiliques ou insulteraient les évêques et les prêtres catholiques[3].
- Janvier : le préfet de Rome Gabinius Barbarus Pompeianus consulte des haruspices étrusques pour sauver Rome assiégée par les Wisigoths et envisage de rétablir les sacrifices pour la circonstance. Le Sénat romain accepte de verser une forte contribution à Alaric, et collecte 5000 livres d'or, 30 000 livres d'argent, 3000 livres de laine et 3000 livres de poivre. Le sénateur d'origine espagnole Basilius est envoyé au camp d'Alaric, qui accorde une trêve malgré l'échec d'une ambassade du sénateur Attale envoyée à Ravenne pour demander à Honorius de traiter[4].
- Février : Gabinius Barbarus Pompeianus est massacré par la foule lors d'une émeute de la faim ; Attale est nommé à sa place  préfet de Rome[4].
- Mars : Olympius envoie une armée de 6000 Dalmates commandée par le comte des domestiques Valens pour renforcer la garnison de Rome. Elle est détruite dans une embuscade par les troupes d'Alaric. Seul Valens et Attale parviennent à s'échapper. Olympius disgracié est remplacé par Jovius, nommé préfet du prétoire par Honorius[5]. Jovius renoue avec une politique germanophile, qui semble plus tolérante à l'égard des païens et des donatistes ; le barbare Allobichus est nommé comte des domestiques à Ravenne[6].
- Printemps : 
  - Le barbare Generidus, commandant des forces romaines en Norique, envoie 10 000 mercenaires huns à Ravenne pour renforcer l'empereur Honorius. Alaric, rejoint par 40 000 esclaves chassés de Rome par la famine, marche vers Ravenne ; son beau-frère Athaulf lui amène des renforts du Danube, mais est battu à Pise[2].
  - Le César Constant retourne en Espagne avec le général Justus, ce qui irrite Gerontius, chargé jusqu'alors d'administrer la province[7].
- Mai-juin : Honorius se réconcilie avec l'usurpateur gaulois Constantin qui promet d'intervenir en Italie[8]. Des négociations s'ouvrent à Rimini entre Alaric et le préfet du prétoire Jovius[9]. Alaric demande à s'installer en Vénétie, Norique et Dalmatie, en plus d'un tribut et d'un ravitaillement annuels et le titre de magister militum. Honorius refuse, et Alaric dirige son armée sur Rome[10].
- 26 juin : constitution d'Honorius au préfet du prétoire Jovius, qui menace de disgrâce tous les représentants de l'autorité de l'empire qui n'exécuteraient pas les mesures prescrites contre les hérétiques[3].
- 28 septembre ou 13 octobre[1] : les Vandales, les Suèves et les Alains passent les Pyrénées en dépit des garnisons laissées par Constant et commencent à piller la Tarraconaise ; à Arles, Constantin III a l'intention de renvoyer son fils Constant en Espagne, quand il apprend l'usurpation de Maxime, acclamé empereur à Tarragone par Gerontius (fin en 411)[2].
- 10 novembre : début du règne en Chine du Nord de Mingyandi (en), de son nom personnel Tuoba Si (T'o-Pa Sseu), roi des Tabghatch la dynastie Wei du Nord  (fin en 423)[11].
- Novembre - décembre : Alaric Ier, rejoint par son beau-frère Athaulf avec les forces gothiques du nord de la Pannonie, rompt les négociations de Rimini avec Honorius et investit les magasins à grains du Portus près de Rome. Il fait proclamer empereur le sénateur Attale qui le hausse au grade de Magister utriusque militiae praesentialis (maître de la milice)[12].
- 24 décembre, Noël[6] : Le préfet du prétoire Jovius est envoyé par Honorius en ambassade auprès d'Attale, avec Valens, maître de la cavalerie et de l'infanterie, le questeur Potamius et Julien, chef des notaires. Ils proposent un partage de l'Occident entre les deux empereurs, ce qui leur est refusé. Jovius et Valens se rallient à l'usurpateur[13].
- Hiver 409-410 : 
  - Rome est affamée par le comte d'Afrique Héraclien qui a mis l'embargo sur les livraisons de blé ; Attale envoie Constant à la tête d'une petite armée, qui est écrasée[2].
  - Honorius reçoit en renfort à Ravenne 4000 hommes envoyés par l'empire d'Orient.
  - Alaric installe ses cantonnements en Étrurie, trahit Attalus pour se rapprocher d’Honorius, lui demandant un établissement en Norique pour son peuple. Honorius refuse[14].
- Selon Zosime, après le départ du gros des troupes romaines, les incursions des Germains d'au-delà du Rhin (sans doute des Saxons) obligent les habitants de Bretagne à prendre les armes pour chasser les Barbares des villes et à proclamer leur indépendance vis-à-vis de Rome. Les peuples d'Armorique et d'autres régions de la Gaule suivent leur exemple et chassent les fonctionnaires romains, établissant leur propre gouvernement[15].
- Famine en Espagne[1].

## Décès en 409
- Kumarajiva, religieux bouddhiste (v. 350-409 ou 334-417) qui contribua à introduire le bouddhisme en Chine et au Cachemire.